# Вода Пабяржиса
«Вода Пабяржиса» («Paberžio vanduo») — радянський телефільм 1982 року, знятий режисером Пятрасом Дімшею на Литовському телебаченні.

## Сюжет
Військова драма за мотивами новел Юстінаса Марцінкявічюса «Пам'ять не знає терміну давності» та «Вода».

## У ролях
- Л. Савіцкас — хлопчик
- Альгіс Матульоніс — Клеменсас, музикант
- Гедимінас Карка — батько
- Віолетта Подольскайте — мати
- Нійоле Біжанайте-Мазурене — тітка Оне

## Знімальна група
- Режисер — Пятрас Дімша
- Сценарист — Пятрас Дімша
- Оператор — В. Тваронас
- Художник — Аугіс Кяпяжинскас